# Dendrobium rubropictum
Dendrobium rubropictum är en orkidéart som beskrevs av Rudolf Schlechter. Dendrobium rubropictum ingår i släktet Dendrobium, och familjen orkidéer. Inga underarter finns listade i Catalogue of Life.